# Neuf vies pour Noël
Neuf vies pour Noël (The Nine Lives of Christmas) est un téléfilm de Noël américain réalisé par Mark Jean et diffusé le 8 novembre 2014 sur Hallmark Channel.
Il a pour suite Neuf chatons pour Noël, diffusé en 2021, toujours avec Brandon Routh et Kimberly Sustad se partageant la vedette.

## Synopsis
Après avoir adopté un chat errant, Zachary, pompier, rencontre Marilee, étudiante en sciences vétérinaires, et réalise que la vie de célibataire n'est pas aussi enrichissante qu'il ne le pensait.

## Fiche technique
- Titre original : The Nine Lives of Christmas
- Réalisation : Mark Jean
- Scénario : Nancey Silvers, basé sur un roman de Sheila Roberts (en)
- Durée : 86 minutes
- Pays : États-Unis
- Date de diffusion :
  -  France : 5 décembre 2015 sur TF1

## Distribution
- Brandon Routh (VF : Raphaël Cohen) : Zachary Stone
- Kimberly Sustad (VF : Chantal Baroin) : Marilee White
- Stephanie Bennett (VF : Edwige Lemoine) : Jaclyn
- Chelsea Hobbs (VF : Murielle Naigeon) : Blair
- Sean Tyson (VF : Jérôme Wiggins) : Ray
- Dalias Blake (VF : Jean-Michel Vaubien) : Mike
- Gregory Harrison (VF : Patrick Borg) : le chef Sam
- Tonya Lee Albers : Melissa
- Alison Araya (VF : Laurence Mongeaud) : Lucy
- Jen Cheon (VF : Marie Zidi) : Sarah
- Stephen Dimopoulos : Manny
- Carey Feehan (VF : Pierre-Henri Prunel) : Kyle
- Nicole Fraissinet (VF : Bénédicte Charton) : Anna
- Keith Martin Gordey : M. Bosley
- Kayvon Kelly (VF : Charles Borg) : Ellio
- Jarrett Knowles : Joe
- Dominique Lalonde : la caissière
- Marilyn Norry : Mme Winnamucker
- Giles Panton (en) : Craig
- Manoj Sood (en) : le professeur
- Barbara Wallace (VF : Colette Marie) : Mme Smith

 Source et légende : version française (VF) sur RS Doublage